# Le Voyage (Schehadé)
Pour les articles homonymes, voir Le Voyage.
Le Voyage est une pièce de théâtre en huit tableaux, écrite en français par l'écrivain libanais Georges Schehadé en 1960, créée en 1961 par la Compagnie Renaud-Barrault.

## Argument
Voir la rubrique « Liens externes » ci-dessous.

## Fiche technique de la création
- Titre : Le Voyage
- Langue originale : Français
- Auteur : Georges Schehadé
- Date d'écriture : 1960
- Date de la première représentation : 17 février 1961
- Lieu de la première représentation : L'Odéon-Théâtre de France, Paris
- Production : Compagnie Renaud-Barrault
- Mise en scène : Jean-Louis Barrault
- Scénographie et costumes : Jean-Denis Malclès

## Distribution de la création / Personnages
- Jean-François Poron : Christopher
- Évelyne Dandry : Georgia
- Jean Parédès : Strawberry
- Robert Lombard : Cheston
- André Brunot : le père Lamb
- Robert Liensol : Jim
- Jean-Louis Barrault : Diego
- Nathalie Nerval : Mme Edda
- Gabriel Cattand : Alexandre Wittaker
- Pierre Blanchar : l'amiral Punt
- Georges Cusin : Greench
- Yves Arcanel : Wisper
- Edmond Beauchamp : Panetta
- Judith Magre : Cocolina
- Henri Gilabert : Don Alfonso
- Jean Lagache : James Hogan
- Jean-Roger Tandou : Gordon
- Sabine Lods : une cliente
- Paul Savatier : le lieutenant Cox
- Guy Jacquet : le lieutenant Lory
- Dominique Santarelli : Max
- Luis Masson : Fish
- André Batisse : Maxy
- Jean-Daniel Ehrmann : le premier inconnu
- Jean-Claude Jost : le second inconnu
- Marie-Hélène Dasté : Jane
- Et le perroquet Caldas

## Reprises (sélection)
- 1962 : Anita Björk (Georgia), Heinz Hopf (Diego), Allan Edwall (Cheston), Anders Henrikson (l'amiral Punt), mise en scène d'Alf Sjöberg, sous le titre suédois Resan, Théâtre dramatique royal (Dramaten), Stockholm

## Adaptation à la télévision
- 1973 : Le Voyage, téléfilm de Jean-Paul Roux, avec Marc Chpill (Christopher), Stéphane Lory (Georgia), Robert Murzeau (Strawberry)